# Bella Vista (Montevideo)
|  | No s'ha de confondre amb Bella Vista (Maldonado). |

Bella Vista és un barri de Montevideo, Uruguai. Forma part del barri compost Capurro-Bella Vista. Limita amb els barris de Capurro al nord-oest, Prado al nord, Reducto a l'est, La Aguada i el Port de Montevideo (el qual pertany a la Ciudad Vieja) al sud, i envolta la Badia de Montevideo al sud-oest.
Els principals carrers de Bella Vista són l'Avinguda Agraciada, l'Avinguda Joaquín Suárez i la Rambla Baltasar Brum, la qual s'estén al llarg de la costa. Les seves dues places principals són Plaça San Martín, dedicada a l'heroi de la independència argentina, i Plaça Joaquín Suárez, dedicada al polític i dues vegades president de l'Uruguai, l'estàtua del qual, sobre la vora meridional de la plaça, marca el començament de l'avinguda del mateix nom. A 300 metres de la Plaça San Martín es troba el Museu Geominer de l'Uruguai, què pertany a la Direcció Nacional de Mineria i Geologia.